# Ludwig von Zastrow
Ludwig von Zastrow (* 1680 in Kölpin, Kreis Neustettin; † 30. Januar 1761 bei Stade) war kurfürstlich braunschweig-lüneburgischer General der Infanterie und Kommandeur von Stade.

## Familie
Ludwig von Zastrow entstammte der Familie Zastrow, er war ein Sohn des Bernd Christian von Zastrow (1644–1717), Erbherr auf Kölpin, Bärwalde und Neuhof und der Margarethe Hedwig von Hechthausen a.d.H. Zarnewantz. Er war vermählt mit Agnes von Bernstorff a.d.H. Rüting († 1776), mit der er mindestens einen Sohn hatte: Andreas Weding von Zastrow (1726–1895) wurde 1756 preußischer Kammerherr,

## Leben
Zastrow stand zunächst in französischen, wechselte jedoch 1707 in kurhannoversche Dienste. Dort wurde er zunächst zum Oberst und am 5. Februar 1737 zum Chef des Infanterie-Regiments Lucius befördert. Im Januar 1743 war Zastrow Brigadier und wurde März 1744 zum Generalmajor, schließlich am 25. August 1747 Generalleutnant und Gouverneur von Stade befördert. In der Schlacht bei Fontenoy hatte er sich wider die französische Kavallerie ausgezeichnet und wurde verwundet.
Zu Beginn des Siebenjährigen Krieges stand er im Rang eines Generals der Infanterie und hatte als solcher das Oberkommando über die kurhannoverschen, hessen-kasselschen, braunschweigischen und schaumburg-bückeburgerischen Kontingente, dass er am 17. April 1757 an Herzog August Wilhelm von Cumberland übergab. In der Schlacht bei Hastenbeck befehligte Zastrow den rechten Flügel. 1747 wurde er Gouverneur von Stade, wo er sein Leben beschloss.
Zastrow war ebenfalls, aus väterlichem Erbe, Majoratsherr auf Kölpin, welches seit 1753 mit einem Fideikommiss belegt war.